# Renate Seelig
Renate Seelig (* 29. Mai 1938 in Bielefeld; † 18. Oktober 2018 in Frankfurt am Main) war eine deutsche Illustratorin und Kinderbuchillustratorin.

## Leben
Nach Beendigung der Schule studierte sie an den Kunsthochschulen Kassel und Hamburg „Textilentwurf“. Ihre berufliche Karriere begann in den 1970er Jahren, in denen sie für die Werbeagenturen  Thompson, McCann Erickson, Ogilvie sowie Saatschi und Saatschi als freie Mitarbeiterin arbeitete.
Später begann sie als Illustratorin und arbeitete für verschiedene Verlage, darunter Ellermann, Ravensburger, Ars Edition, Gabriel Verlag, Herder und Brockhaus. Renate Seelig hat mehr als 100 Bücher illustriert, darunter das Märchenbuch, im Gerstenberg Verlag veröffentlicht, die Rheinmärchen von Brentano und den Kinderbrockhaus.
Von Renate Seelig illustrierte Bücher sind in viele Sprachen übersetzt. Ihre Illustrationen wurden in Ausstellungen in Bologna, in Tokio, in London, in Casablanca und vielen Städten Deutschlands der Öffentlichkeit gezeigt. Ihre Figuren finden sich bei den ZDF-Sendungen „Siebenstein“ und „Löwenzahn“.
Renate Seelig lebte und arbeitete in Frankfurt und in Tanger/Marokko.

## Werke
- 1990: "Guten Morgen allerseits", Grafik zu einem Bilderbuchtext von Gerald Jatzek, Ellermann Verlag, München 1990, ISBN 3-7707-6308-4
- 2004: "Es war ein König in Thule", Gerstenberg Verlag, ISBN 978-3-8067-5047-8
- 2006: "Das Hausbuch der Märchen", Gerstenberg Verlag, ISBN 978-3-8369-5110-4
- 2007: "Die Ostererzählung" (Text: Rainer Oberthür, Illustration: Renate Seelig), Gabriel Verlag, Stuttgart. ISBN 978-3-522-30097-1.
- 2014: "Die Pfingsterzählung" (Text: Rainer Oberthür, Illustration: Renate Seelig), Gabriel Verlag, Stuttgart. ISBN 978-3-522-30297-5.
- 2011: "Die Weihnachtserzählung" (Text: Rainer Oberthür, Illustration: Renate Seelig), Gabriel Verlag, Stuttgart. ISBN 978-3-522-30262-3.
- 2018: „Die Ostererzählung“ (Autor: Rainer Oberthür, Illustration: Renate Seelig), Don Bosco Medien, München. ISBN 978-3-522-30097-1.